# Leucoloma holstii
Leucoloma holstii är en bladmossart som beskrevs av Brotherus 1894. Leucoloma holstii ingår i släktet Leucoloma och familjen Dicranaceae. Inga underarter finns listade i Catalogue of Life.